# Agrostopoa
Agrostopoa es un género de plantas de la familia de las poáceas.

## Taxonomía
El género fue descrito por Davidse, Soreng & P.M.Peterson y publicado en Novon 19(1): 33. 2009. La especie tipo es:  Agrostopoa wallisii (Mez) P.M.Peterson, Davidse & Soreng

## Especies
- Agrostopoa barclayae Davidse, Soreng & P.M.Peterson
- Agrostopoa wallisii (Mez) P.M.Peterson, Davidse & Soreng
- Agrostopoa woodii Soreng, P.M.Peterson & Davidse